# WINK MEMORIES 1988-1996
『WINK MEMORIES 1988-1996』（ウインクメモリーズ1988-1996）は、Winkのベスト・アルバム。1996年3月25日にポリスターより発売された。

## 解説
デビュー・シングル「Sugar Baby Love」から本作発売時での最新シングル「Angel Love Story 〜秋色の天使〜」まで全25枚のシングル表題曲を完全収録。全曲リマスタリング。
初回盤のみメモリアルデュオケース（ケース本体に "WINK MEMORIES 1988-1996" の文字を直印刷）仕様。
初回盤のみ「背徳のシナリオ」が鈴木早智子、相田翔子のソロパートが入れ替わったミキシングで収録。通常盤は本来のシングル・バージョンが収録。

## 収録曲

### Disc 1
1. Sugar Baby Love
  - 作詞・作曲:Wayne Bickerton・Tony Waddington
  - 日本語詞:Joe Lemon　編曲:鷺巣詩郎
2. アマリリス
  - 作詞: 森雪之丞　作曲:佐藤健　編曲:鈴木茂
3. 愛が止まらない 〜Turn It Into Love〜
  - 作詞・作曲:Mike Stock・Matt Aitken・Pete Waterman
  - 日本語詞:及川眠子　編曲:船山基紀
4. 涙をみせないで 〜Boys Don't Cry〜
  - 作詞・作曲:Matjaz Kosi
  - 日本語詞:及川眠子　編曲:船山基紀
5. 淋しい熱帯魚
  - 作詞:及川眠子　作曲:尾関昌也　編曲:船山基紀
6. One Night In Heaven 〜真夜中のエンジェル〜
  - 作詞:松本隆　作曲:Steve Lironi・Dan Navarro
  - 編曲:船山基紀
7. Sexy Music
  - 作詞・作曲:B.Findon・M.Myers・B.Pusey
  - 日本語詞:及川眠子　編曲:門倉聡
8. 夜にはぐれて 〜Where Were You Last Night〜
  - 作詞・作曲:Alexander Bard・Tim Norell・Ola Håkansson
  - 日本語詞:及川眠子　編曲:門倉聡
9. ニュー・ムーンに逢いましょう
  - 作詞:及川眠子　作曲:門倉有希　編曲:門倉聡
10. きっと熱いくちびる 〜リメイン〜
  - 作詞:及川眠子　作曲:関根安里　編曲:門倉聡
11. 真夏のトレモロ
  - 作詞:及川眠子　作曲:工藤崇　編曲:門倉聡
12. 背徳のシナリオ
  - 作詞:及川眠子　作曲:工藤崇　編曲:門倉聡
13. 追憶のヒロイン
  - 作詞:及川眠子　作曲:門倉有希　編曲:門倉聡

### Disc 2
1. 摩天楼ミュージアム
  - 作詞:及川眠子　作曲:工藤崇　編曲:門倉聡
2. ふりむかないで
  - 作詞:岩谷時子　作曲:宮川泰　編曲:門倉聡
3. リアルな夢の条件
  - 作詞:及川眠子　作曲:Osny Melo　編曲:門倉聡
4. 永遠のレディードール 〜Voyage Voyage〜
  - 作詞:Jean-Michel Rivat
  - 作曲:Dominique Bubois・Jean-Michel Rivat
  - 日本語詞:及川眠子　編曲:船山基紀
5. 結婚しようね
  - 作詞:康珍化　作曲・編曲:門倉聡
6. 咲き誇れ愛しさよ
  - 作詞:大黒摩季　作曲:織田哲郎　編曲:葉山たけし
7. いつまでも好きでいたくて
  - 作詞:秋元康　作曲:加藤和彦　編曲:門倉聡
8. トゥインクル トゥインクル
  - 作詞:秋元康　作曲・編曲:ジェイムス下地
9. シェリー モン シェリ
  - 作詞:芹沢類　作曲・編曲:門倉聡
10. 私たちらしいルール
  - 作詞:秋元康　作曲:杉真理　編曲:門倉聡
11. JIVE INTO THE NIGHT 野蛮な夜に [HYPER EURO MIX]
  - 作詞・作曲: Sergio Portaluri・David Sion・Fulvio Zafret
  - 日本語詞:及川眠子　編曲:MST
12. Angel Love Story 〜秋色の天使〜
  - 作詞:山田ひろし・ハナカツオ　作曲・編曲:幾見雅博

## 発売形態
| 形態         | 発売日        | 品番         | 発売元                                                                     | 備考 |
| ------------ | ------------- | ------------ | -------------------------------------------------------------------------- | --- |
| CD           | 1996年3月25日 | PSCR-5460/1  | ポリスター                                                                 | 【初回盤】メモリアル・デュオケース(ケース本体に "WINK MEMORIES 1988-1996" の文字が直接印刷)。誤植で発売日が95・3・25と誤記載されている               |
| CD           | 1996年3月25日 | PSCR-5460/1  | ポリスター                                                                 | 【通常盤】 |
| CD           | 1997年        | PSCR-5460/1  | ポリスター                                                                 | 【通常盤：5%価格表示改訂版】 |
| Blu-spec CD  | 2011年3月30日 | XQJX-1005/6  | ポリスター・ソングス 販売元：バウンディ                                    | 【再発】Blu-spec CD仕様盤 |
| CD           | 2011年11月7日 | XQJX-1029/31 | ポリスター・ソングス 販売元：BounDEE by SSNW                               | Disc3に19曲入りカラオケ・ディスクをつけた「WINK MEMORIES 1988-1996 with ORIGINAL KARAOKE」として発売。                                               |
| CD           | 2017年2月22日 | PSCR-6255/56 | ポリスター/プライエイド・レコーズ 販売元：ユニバーサルミュージック合同会社 | 【再発】2WDケースに変更 |
| デジタル配信 | 2018年12月5日 | -            | ポリスター                                                                 | デビュー30周年を記念して30th Limited Editionとして通常/ハイレゾの二形態で配信限定リリース。最新リマスタリングを施し、ボーナストラック2曲を追加収録。 |